# Orsós Ottó
Orsós Ottó, eredeti neve Orován Ottó (Budapest, 1911. június 24. – Balatonföldvár, 1939. szeptember 1.)  növénykutató.

## Szakmai életútja
A Pázmány Péter Tudományegyetem Növényélettani Intézetében Paál Árpád professzor tanítványa volt, már egyetemi évei alatt is elismerten a korszak egyik nagy jövő előtt álló növénybiológus kutatója volt.
Kutatási területe a sebhormon volt, majd az organizációs és szövettani problémákat kutatta.
Orsós Ottó Haberlandt munkájának magyarországi folytatója volt.
Kutatásaiban elsőként a Haberlandt által 1922-ben összefoglalt sebhormon kérdést vizsgálta. Karalábé gumókból kimetszett szövetkockák felhasználásával Petri-csészékben agarral gélesített steril táptalajon nevelt, többfunkciós, in vitro kalluszindukciós, valamint szervregenerációs modellt dolgozott ki. 
Megállapította, hogy a Haberlandt által feltételezett „sebhormon ” és az ún.„lepton ”esetleg a tirozin lehet (1936-ban publikálta).
Következő lépésként a karalábé gumó présnedvéből kémiai úton tisztítással „szerképző” -extraktumokat állított elő. 
Ezeket steril táptalajhoz adta, majd a karalábé gumó-kockák in vitro organogenezisét, és rizogenezisét külön-külön tudta irányítani. Ezeket szövettani vizsgálatokkal követte nyomon és dokumentálta.
Fontos megállapítása volt, hogy a hajtásképző faktorok elkülöníthetőek a gyökérképződést és a sejtosztódást előidéző anyagoktól, és a tápanyagoktól .
Módosított táptalajt alkalmazott, az anyaszövetről leválasztott in vitro folyamatosan növő tiszta kallusztenyészetet állított elő (1938-as publikációja). Fontos információ még az is, hogy a hajtásregenerációt és gyökeresedést követően teljes növényt is felnevelt.
Eredményeit 1938-ban publikálta a XXII. Berlini Kertészeti Világkongresszuson francia nyelven („Laquestion des substances organogénes”)
Orsós kutatási eredményeit többen is méltatták, Frenyó Vilmos „Fehérköpenyes rabszolgák ” könyvében, a Természettudományi Társulat akkori titkára, Rapaics Raymund pedig a „Növényi szervek és szövetek tenyésztése ” című tanulmányában, 
Ebben a tanulmányban a következőt írta: „Orsós szervképző tényezővel fejlesztett karalábé növénykét leválasztott a tenyésztett szövetről, cserépbe ültette, ahol rendszeres fejlődésnek indult … Orsós azt is megfigyelte szövettenyészeteiben, hogy a karalábé darabka más felületein kallusz képződik. A kalluszt sikerült különválasztani a karalábé szövetektől és magában tovább tenyészteni. E kallusz-tenyészetekkel azonban nem foglalkozhatott tovább korai halála miatt. Ahol Orsós abbahagyta, ott fogta meg a problémát White ”(Rapaics, 1941).
A publikációk alapján valószínűsíthető, hogy Orsós volt a világon az első kutató, aki klónt állított elő differenciálatlan szövetekből.
(Ezeket a kísérleteit anatómiai fotókkal is bizonyította).

## Halála
A hivatalos változat szerint a fasizmus eszméjének közvetlen megjelenése miatt öngyilkosságba menekült 1939. szeptember 1-jén (a halotti bizonyítvány szerint szeptember 3-án) a balatonföldvári sétányon. Temetése szeptember 5-én volt Kőröshegyen.
Sírhelyére egyik fiatal pályatársa, Frenyó Vilmos a helyi bognárműhelyben saját maga által faragott keresztje került. A temetőt 1945-ben és 1956-ban szovjet harckocsik szétdúlták. A kereszt sokáig még a síron állt, míg el nem korhadt. Mind a temető, mind a sír elhagyatott.

## Fő művei
- Vizsgálatok a növényi sebhormonról. (1936)
- Untersuchungen über die sogenannten Nekrohormone. Protoplasma. (1936)

## Emlékezete
- Debreceni Egyetem Zöldségtermesztési Tanszék Laboratóriuma viseli nevét.